# Kościół św. Stanisława Biskupa i Męczennika w Warzymowie
Kościół świętego Stanisława Biskupa i Męczennika w Warzymowie – rzymskokatolicki kościół filialny należący do parafii Narodzenia Najświętszej Maryi Panny w Skulsku (dekanat ślesiński diecezji włocławskiej).
Obecna murowana gotycka świątynia została poświęcona pod wezwaniem Wszystkich Świętych przez biskupa Władysława Oporowskiego w 1443 roku. Wybudowana na dziedzińcu dworskim uważana była za własność dworu. W połowie XVI wieku świątynia została odnowiona dzięki staraniom Krzysztofa Sokołowskiego, tamtejszego dziedzica. W 1811 roku parafia Warzymowo została zlikwidowana. Odkąd władze kościelne przestały się interesować świątynią, zaprzestano odprawiania w niej nabożeństw. Według miejscowego podania świątynia podczas przemarszu wojsk napoleońskich służyła za stajnię, i tak sprofanowaną, dziedzice wsi przeznaczyli na magazyn. Stan taki trwał przez wiele lat. Kres temu położyła Włodzimiera Wolska: mając rozparcelować majątek, wyłączyła z niego świątynię i dała 2000 rubli księdzu proboszczowi Leopoldowi Ciesielskiemu na jej remont. Powiadomiony o tym, pismem proboszcza z dnia 7 sierpnia 1899 roku, biskup Aleksander Kazimierz Bereśniewicz wyraził zgodę, aby świątynia została przywrócona do użytku sakralnego. Dzięki staraniom księdza Ciesielskiego oraz jego następcy, księdza Mariana Hofmana, świątynia została wyremontowana z zewnątrz a także wymalowana i ozdobiony wewnątrz. W odnowionej świątyni biskup Stanisław Zdzitowiecki dokonał w dniu 2 maja 1908 roku uroczystej rekonsekracji, nadając jej, na prośbę ówczesnego proboszcza księdza Hofmana, wezwanie św. Stanisława Biskupa i Męczennika zamiast dawnego Wszystkich Świętych. W latach 1973–1975 został przeprowadzony w świątyni gruntowny remont.
Budowla jest murowana, wzniesiona z cegły, o układzie gotyckim, na otynkowanym fundamencie kamiennym, w kształcie prostokąta. Posiada sześć okien zakończonych ostrołukowo, na zewnątrz jest opięta dwuuskokowymi przyporami z gzymsem na wysokości ław okiennych. W ścianie południowej jest umieszczony portal ostrołukowy z formowanej cegły. Z kolei na ścianie północnej zachowały się ślady rozebranej zakrystii z zarysem zamurowanego wejścia. W ścianie wschodniej w trzech otworach znajdują się: krzyż oraz rzeźby Matki Bożej i św. Jana Ewangelisty. Na ścianie zachodniej nad głównym wejściem jest umieszczony nowy portal ostrołukowy. Świątynia jest przykryta dachem siodłowym, pokrytym dachówką. Wnętrze świątyni jest nakryte płaskim stropem. W świątyni jest umieszczony jeden drewniany ołtarz, wykonany w stylu klasycystycznym, ozdobiony rzeźbami św. Wojciecha, św. Stanisława, św. Jana i św. Jakuba Apostoła. W centralnej części ołtarza znajduje się obraz patrona świątyni, św. Stanisława Biskupa i Męczennika, po jego bokach są umieszczone dwa obrazy: św. Tekli i św. Wawrzyńca namalowane na drewnie. Na ścianie północnej znajduje się drewniana ambona wykonana w 1767 roku, pochodząca z Słupcy.